# یواس‌اس دسپچ (۱۸۷۳)
یواس‌اس دسپچ (۱۸۷۳) (به انگلیسی: USS Despatch (1873)) یک کشتی بود که طول آن ۱۹۸ فوت (۶۰ متر) بود.